# 오르타호

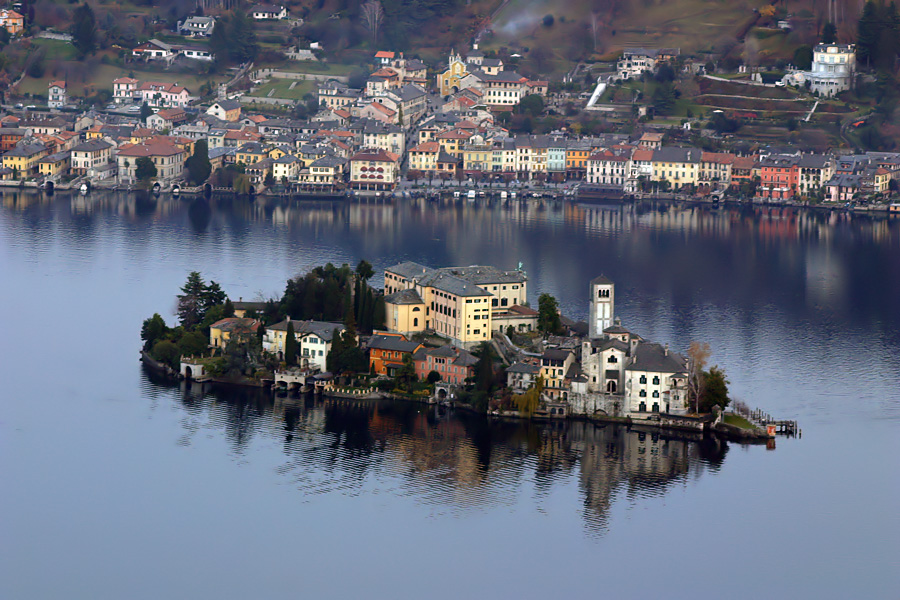
산줄리오섬

오르타호(이탈리아어: Lago d'Orta)는 이탈리아 북부 피에몬테주 마조레호 서부에 있는 호수이다. 자주 운영되는 페리는 호수 주변의 마을과 마을을 연결하고 있다. 최초의 유럽 조정 선수권 대회는 1893년 오르타호에서 열렸다.